# Этот великолепный мир
«Этот великолепный мир» — третий студийный альбом певицы Ёлки, выпущенный в апреле 2008 года на лейбле «100Pro»/«Velvet Music». Продюсером альбома в очередной раз выступил Влад Валов. Диск вышел в обычном и ограниченном издании, дополнительно включающем в себя ремиксы на песни «Человек живёт» и «Мальчик-красавчик», а также видеоклип «Не падай духом».
Песня «Мальчик-красавчик» активно ротировалась на радиостанции «Русское радио» и занимала места в хит-параде «Золотой граммофон», благодаря чему в 2007 году Ёлка была награждена одноимённой народной премией. Композиция «Точки-города» звучала на радиостанциях «Радио Максимум», «Next» и «Маяк». «Человек живёт» была заглавной песней спектакля театра Et Cetera Александра Калягина.  На музыкальных телеканалах были показаны видеоклипы на песни «Мальчик-красавчик» и «Не падай духом». Второй клип, в котором певица приняла «образ прекрасной принцессы», был снят режиссёром Владом Разгулиным в старинном особняке в Москве.

## Отзывы
На этой пластинке вообще самыми живыми моментами выглядят какие-то свежие и нетипичные для Ёлки вставки, к сожалению, немногочисленные — они встречаются, например, в треках «Кто по ночам мечтает» и «Не падай духом».
 — Алексей Мажаев, InterMedia.

## Список композиций
| №   | Название                | Текст песни      | Музыка                                                                   | Длительность |
| --- | ----------------------- | ---------------- | ------------------------------------------------------------------------ | ------------ |
| 1.  | «Этот великолепный мир» | Влад Валов       | Виктор Клопов, Альберт Краснов, Влад Валов                               | 3:46         |
| 2.  | «Лети любовь»           | Влад Валов       | Сергей Спыну, Альберт Краснов                                            | 3:40         |
| 3.  | «Точки-города»          | Влад Валов       | Сергей Спыну, Альберт Краснов, Влад Валов                                | 4:22         |
| 4.  | «Ветер»                 | Влад Валов       | Виктор Клопов, Альберт Краснов                                           | 3:36         |
| 5.  | «Город мой!»            | Влад Валов       | Сергей Спыну, Влад Валов                                                 | 3:46         |
| 6.  | «Андеграунд города»     | Влад Валов       | Виктор Клопов, Виктор Гуревич, Саймон Очепо, Альберт Краснов, Влад Валов | 3:43         |
| 7.  | «Мобильный телефон»     | Влад Валов       | Влад Валов, Роман Синцов                                                 | 3:43         |
| 8.  | «Мальчик-красавчик»     | Влад Валов       | Альберт Краснов, Влад Валов                                              | 4:01         |
| 9.  | «Человек живёт»         | Влад Валов       | Альберт Краснов                                                          | 4:02         |
| 10. | «Не падай духом»        | Влад Валов       | Влад Валов, Роман Синцов                                                 | 3:26         |
| 11. | «Кто по ночам мечтает»  | Альберт Краснов  | Альберт Краснов                                                          | 3:45         |
| 12. | «Свобода»               | Влад Валов, Ёлка | Сергей Спыну, Альберт Краснов                                            | 3:40         |
| 13. | «Горы»                  | Влад Валов       | Евгений Решетов, Альберт Краснов, Влад Валов                             | 3:48         |
| 14. | «Доброе утро»           | Влад Валов       | Влад Валов, Роман Синцов                                                 | 3:48         |